# III Krajowy Festiwal Piosenki Polskiej w Opolu
III Krajowy Festiwal Piosenki Polskiej w Opolu odbył się 17 – 20 czerwca 1965. Podczas czterech dni na siedmiu różnych koncertach zaprezentowało się ok. 300 wykonawców, z tego 100 solistów, którym towarzyszyły trzy orkiestry. Przewodniczącym całego festiwalu obrano Prezesa Radiokomitetu Włodzimierza Sokorskiego. Jury przewodniczył Stanisław Ryszard Dobrowolski.
Koncerty prowadzili:
1. Jacek Fedorowicz - Koncert inauguracyjny "Dobry wieczór piosenko"
2. Jadwiga Swirtun i Piotr Skrzynecki - Popołudniowy relaks
3. Irena Dziedzic i Lucjan Kydryński  - Mikrofon i Ekran
4. Jacek Fedorowicz- Koncert finałowy

## Koncert inauguracyjny "Dobry wieczór, piosenko" godz 20:00
1. Andrzej Żarnecki - Opolski toast
2. Hanna Skarżanka - Polska miłość
3. Łucja Prus - Nic dwa razy się nie zdarza
4. Alina Janowska - Bądź wyrozumiały
5. Krystyna Konarska - Przyjdzie po mnie ktoś
6. Katarzyna Bovery - Nie umiem tak
7. Danuta Rinn i Bogdan Czyżewski - Całujmy się
8. Barbara Muszyńska - Za oknem wiatr
9. Violetta Villas - Jak nie to nie
10. Bogdan Łazuka - Życzenia dla pań
11. Filipinki i Tajfuny - Siedmiu chłopców
12. Filipinki i Tajfuny - Tarap-tarap
13. Katarzyna Sobczyk i Czerwono-czarni - Nie wiem, czy to warto
14. Karin Stanek i Czerwono-czarni - Tato kup mi spodnie
15. Wojciech Młynarski - Trochę miejsca
16. Marta Kotowska - Nie wywołuj wilka z lasu
17. Nina Urbano i Tajfuny - Piosenka o śląskim niebie
18. Mirosława Pawlak - W samym środku Ziemi
19. Małgorzata Cegiełko - Powiedz mi, jaka jestem
20. Ewa Sadowska - Chcesz mnie tylko dla siebie
21. Janusz Zakrzeński - Dzika plaża
22. Zofia Voit - Śpiesz się powoli
23. Teresa Tutinas - Powolne obłoki
24. Joanna Rawik - Pożegnanie z Orfeuszem
25. Alibabki i Tajfuny - Dykcja dla wszystkich
26. Alibabki i Tajfuny - Przy ognisku
27. Kwartet Warszawski - Kochajmy staruszki
28. Kwartet Warszawski - Idealny sierżant
29. Helena Majdaniec i Niebiesko-czarni - Już raz tak było
30. Czesław Niemen i Błękitne Pończochy oraz Niebiesko-Czarni - Stoję w oknie
31. Czesław Niemen i Niebiesko-Czarni - Nie bądź taki bitels

## Koncert „Południowy relaks” 19.06.1965, godz 16:30
1. Tadeusz Roszkowski - Trzecie pokolenie
2. Krystyna Borecka - Czarownica z Łagowa
3. Czesław Niemczuk - Deszcz, który nie pada
4. Grażyna Czarnecka - Deszczowy chłopiec
5. Andrzej Łukaszewski - Podmiejski wiatr
6. Irena Jarocka - Samotna sosna
7. Wiktor Zatwarski - Chciałbym mieć dziewczynę
8. Irena Jaroszewisz - Epitafium mieszczańskiej miłości
9. Jerzy Złotnicki - Nie chodź do domu
10. Dana Lerska i Tomasz Ochalski - Mój ulubiony kwiat
11. Zofia Kamińska - Modlitwa
12. Zbigniew Płoszaj z zespołom wokalno-instrumentalnym ŁTM i Cykadami - Zielone, czerwone, złociste
13. Zbigniew Płoszaj z zespołom wokalno-instrumentalnym ŁTM i Cykadami - My jesteśmy tra la la la
14. Kwartet Warszawski - Rude ptaki
15. Kwartet Warszawski - Gdybym był hodowcą drobiu
16. Wojciech Młynarski - Światowe życie
17. Mirosława Kubasińska - Piosenka o zmierzchu
18. Mirosława Kubasińska - Przyjdź w taką noc
19. Jadwiga Surtun - Karuzela z madonnami, Spójrz prosto w oczy, Uroda - parodie E.Demarczyk, V. Villas, W.Warskiej
20. Mieczysław Święcicki - Człowiecze ciało
21. Andrzej Żarnecki - Jak na Paryż
22. Bogdana Zagórska - Ballada o wiatrakach
23. Stefan Zach - Podarty sweter
24. Zdzisława Sośnicka - Odszedłeś
25. Alina Janowska - Ballada o Chmielnej
26. Czerwono Czarni - Fiński nóż
27. Toni Keczer i Piotr Puławski - Przyjdzie takich zmierzch, przyjdzie taki świt
28. Toni Keczek - Mała Mary
29. Katarzyna Sobczyk - Nie wiem, czy to warto
30. Katarzyna Sobczyk - Zwykły żart
31. Katarzyna Sobczyk - To nie grzech
32. Czerwono-Czarni - Mój kolega
33. Maciej Kossowski - Jak dobrze mi z tym
34. Maciej Kossowski - Augustyno
35. Karin Stanek - Młody surf
36. Karin Stanek - Gdzie jest Yeti
37. Karin Stanek - Tato kup mi dżinsy

## Koncert "Mikrofon i ekran", 19.06.1965, godz 20:30
1. Dana Lerska - Festiwal, festiwal
2. Ryszard Lisiecki - Gdańskie pożegnania
3. Iga Cembrzyńska - Mówiłam żartem
4. Katarzyna Bovery - Boję się twojej miłości
5. Witold Antkowiak - Zapomniany sezam
6. Halina Kunicka - Popatrz kto to jest
7. Łucja Prus - Twoje szczęście
8. Marta Kotowska - Wołanie do przepaści
9. Helena Majdaniec - Zakochani są wśród nas
10. Violetta Villas - Do Ciebie mamo
11. Jerzy Połomski - Inny świat, Monsieur Chopin
12. Danuta Rinn i Bogdan Czyżewski - Żeby choć raz
13. Bogdan Łazuka - Butterfly cha cha
14. Joanna Rawik - Hejnał
15. Wanda Warska - Tyle dróg
16. Tadeusz Woźniakowski - Posłuchaj, coś ci powiem
17. Fryderyka Elkana - Oddalasz się
18. Alina Janowska - Romans otwocki
19. Iga Cembrzyńska i Bohdan Łazuka - W siną dal
20. Krystyna Konarska - Bal u Posejdona
21. Ewa Sadowska - Eksentrycy
22. Kalina Jędrusik - Ziuta z Krosna
23. Maria Koterbska - Sto powodów
24. Piotr Szczepanik - Żółte kalendarze
25. Anna German - Zakwitnę różą

## Koncert finałowy, 20.06.1965, godz 20:30
1. Andrzej Żarnecki - Opolski toast
2. Hanna Skarżanska - Polska miłość
3. Wojciech Młynarski - Trochę miejsca
4. Zdzisława Sośnicka - Odszedłeś
5. Anna Kareńska - Wszystko przed nami
6. Tadeusz Chyła - Ballada o mumiach
7. Tadeusz Chyła - Ballada o kneziu Dreptaku
8. Grażyna Czarnecka - Deszczowy chłopiec
9. Ewa Czapelska - Pa-ru-di tap-tap-tap
10. Krzysztof Cwynar - Cyganka
11. Jan Pietrzak - Pamiętajcie o ogrodach
12. Andrzej Żarnecki - Jak na Paryż
13. Wojciech Młynarski - Światowe życie
14. Elżbieta Ziółkowska - A gdzie to jest
15. Kwarter Wokalny Śląskiej Estrady Wojskowej - Pancerniacy
16. Elżbieta Ziółkowska - Musisz mnie znaleźć
17. Elżbieta Ziółkowska i Zdzisław Półtorak - Piosenka z całusem
18. Józef Wojtan - Maszeruje wojsko
19. Stella Osuchowska - Kierolina mom
20. Maciej Zembaty, Alibabki i Tajfuny - Uszy
21. Alibabki i Tajfuny - Gdy zmęczeni wracamy z pól
22. Kwartet Warszawski - Kochajmy staruszki
23. Wojciech Korda i Niebieski Czarni - Podobni do mew
24. Piotr Janczerski  i Niebieski Czarni - Przyjaciel cień
25. Helena Majdaniec i Niebieski Czarni - Już raz było tak
26. Czesław Niemen i Niebieski Czarni - Baw się w ciuciubabkę
27. Andrzej Bychowski i Niebieski Czarni - Tańczące Eurydyki, For me, for me, formidable, Jedziemy autostopem, Wiem, że nie wrócisz, Dzisiaj jutro zawsze - parodie
28. Katarzyna Bovery - Nie umiem tak
29. Marta Kotowska - Wołanie do przepaści
30. Danuta Rinn i Bogdan Czyżewski - Całujmy sie
31. Alina Janowska - Romans otwocki + BIS
32. Wanda Warska - Tyle dróg
33. Krystyna Konarska - Przyjdzie po mnie ktoś
34. Łucja Prus - Nic dwa razy sie nie zdarza
35. Tadeusz Woźniakowski - Piosenka dla Beaty
36. Czerwono-Czarni - Fiński nóż
37. Katarzyna Sobczyk - Nie wiem, czy to warto
38. Karin Stanek - Tato kup mi spodnie
39. Violetta Villas - Do ciebie mamo + BIS
40. Piotr Szczepanik - Goniąc kormorany
41. Piotr Szczepanik - Żółte kalendarze + BIS
42. Piotr Szczepanik  - Lepiej nie pytaj + BIS
43. Iga Cembrzyńska i Bogdan Łazuka - W siną dal + BIS
44. Anna German - Zakwitnę różą

### Laureaci
Nagrody w kategorii „Piosenka artystyczna”
1. Zakwitnę różą (Gaertner/Miller) – wykonanie: Anna German
2. Gdy zmęczeni wracamy z pól (Loranc/Dymny) – wykonanie: Alibabki
3. Nic dwa razy się nie zdarza (Mundkowski, Jackowski/Wisława Szymborska) – wykonanie: Łucja Prus

Nagrody w kategorii „Piosenka estradowa”
1. ex aequo
  1. Światowe życie (Prejzner/Młynarski) – wykonanie: Wojciech Młynarski
  2. Polska miłość (Gulgowski/Młynarski) – wykonanie: Hanna Skarżanka
2. Ballada o mumiach (Chyła/Waligórski) – wykonanie: Tadeusz Chyła
3. Jak na Paryż (Pałłasz/Osiecka) – wykonanie: Andrzej Żarnecki

Nagrody w kategorii „Piosenka rozrywkowa”
1. Nie wiem czy to warto (Bizoń/Dzikowski) – wykonanie: Katarzyna Sobczyk
2. W siną dal (Matuszkiewicz/Choiński, Gałkowski) – wykonanie: Iga Cembrzyńska i Bohdan Łazuka
3. Piosenka z całusem (Szpilman/Łebkowski, Stanisław Werner) – wykonanie: Zdzisław Półtorak i Elżbieta Ziółkowska
  - Wyróżnienie Kochajmy staruszki (Pałłasz/K. Pac-Gajewska) – wykonanie: Kwartet Warszawski

Nagrodę za debiut autorski otrzymał Maciej Zembaty (Ballada o uszach).
Nagrody specjalne:
- Nic dwa razy się nie zdarza (Andrzej Mundkowski/Szymborska) – nagroda MKiS
- A gdzie to jest (Józef Kania/Mirosław Łebkowski, Stanisław Werner); wykonanie: Zdzisław Półtorak i Elżbieta Ziółkowska – nagroda MRN w Opolu
- nagroda WRN w Opolu dla Kwartetu Warszawskiego
- Wojciech Korda – nagroda GKKFiT dla najlepszego wykonawcy piosenki turystycznej
- Podobni do mew (Wojciech Meller/Edward Fiszer); wykonanie: Kwartet Wokalny Śląskiej Estrady Wojskowej – nagroda WKKFiT (Wojewódzki Komitet Kultury Fizycznej i Turystyki)
- Wojciech Młynarski – nagroda RN ZSP dla najlepszego wykonawcy piosenki studenckiej
- Pancerniacy (Emil Sojka, Jerzy Miller); wykonanie: Kwartet Wokalny Śląskiej Estrady Wojskowej – nagroda Głównego Zarządu Politycznego Wojska Polskiego
- Trochę miejsca (Piotr Figiel/Wojciech Młynarski); wykonanie: Wojciech Młynarski – nagroda RN ZSP

Wyróżniono wykonawców: Teresę Begę, Andrzeja Bychowca, Małgorzatę Cegiełko, Piotra Janczerskiego, Zofię Kamińską, Andrzeja Łukaszewskiego, Stellę Osuchowską, Annę Twardoch, Wiktora Zatwarskiego, Macieja Zembatego oraz zespoły wokalne: Alibabki i Filipinki.
W kategorii Nowe głosy wyróżniono m.in.: Krzysztofa Cwynara, Zdzisławę Sośnicką, Ewę Czaplewską, Grażynę Czarnecką, Annę Kareńską.
Nagrody dla zespołów wokalnych: Alibabki i Filipinki.
Nagrody za aranżacje:
1. Andrzej Mundkowski
2. Roman Czubaty
3. Piotr Figiel

Dziennikarze przyznali Złotą Kaczkę Janowi Pietrzakowi za piosenkę Pamiętajcie o ogrodach (Jonasz Kofta/Jan Pietrzak).